# Erdei álganéjtúró
Az erdei álganéjtúró (Anoplotrupes stercorosus) a rovarok (Insecta) osztályának bogarak (Coleoptera) rendjébe, ezen belül a mindenevő bogarak (Polyphaga) alrendjébe és az álganajtúró-félék (Geotrupidae) családjába tartozó faj.

## Származása, elterjedése
Megtalálható egész Európában. Magyarországon főleg a hegy- és dombvidékeken gyakori, de néha az Alföld peremterületein is megtelepszik.

## Megjelenése, felépítése
Az imágók hossza 12–20 mm, tehát kisebbek, mint a nagyon hasonló hegyi álganajtúró (Geotrupes stercorarius). Hátpáncéljuk kékesfekete, a hasoldaluk fémes kék. A szárnyfedőn hét hosszanti, kissé pontozott barázda húzódik végig. Szárnyaik kékek, ibolyák vagy zöldek lehetnek, az antennák vörösesbarnák. A hasonló, elterjedtebb tavaszi álganéjtúrótól (Trypocopris vernalis) a szárnyfedél bordázottsága alapján különíthető el.
Nemi kétalakúsága makroszkóposan alig észlelhető.

## Életmódja, élőhelye
Korhadéklakó (szaprofita). A lebomló szervezetek mellett főleg különféle gombákat eszik; ennek megfelelően leginkább azok termőhelyein, a lombhullató erdőkben: bükkösökben és nedvesebb vegyes erdőkben, valamint üde fenyvesekben fordul elő. A meleg, napsütötte élőhelyeken:
- zárt, kissé cserjésedő lösz-, mészkő- és dolomitgyepekben,
- karsztbokorerdőkben,
- melegkedvelő tölgyesekben,
- ligetes cseres-tölgyesekben

a tavaszi álganéjtúró (Trypocopris vernalis) veszi át helyét.
Magyarországon az imágók nagyjából júniusban kelnek, majd áttelelnek, és tavasszal szaporodnak.

### Szaporodása
A felnőttekkel júniustól a következő tavaszig lehet találkozni. Ezek az álganéjtúrók ürülékkel, rothadó gombákkal és fák nedvével táplálkoznak. Tavasszal egy talajba ásott, nagyjából 70-80 centiméter hosszúságú üreg végébe petéznek, amelybe növény- és mindenevő állatok ürülékét helyezik el utódaik lárváinak táplálására. Táplálkozhatnak még bomló gombákkal és erdei szömörcsöggel (Phallus impudicus) is. A lárvák áttelelnek és tavasszal bábozódnak, egy évre van szükségük hogy befejezzék az egész folyamatot.

## Változatai
Az eddig ismert változatok vagy formák magukba foglalják a következőket:
- Anoplotrupes stercorosus var. viridis (Dalla Torre, 1879)
- Anoplotrupes stercorosus var. amoethystinus (Mulsant, 1842)
- Anoplotrupes stercorosus var. nigrinus (Mulsant, 1842)
- Anoplotrupes stercorosus ab. juvenilis (Mulsant, 1842)

Ezeket ma a fő taxon szinonimáinak tekintik; a Zoológiai Nevezéktan Nemzetközi Kódexe nem ismer el az alfajokon kívüli formákat.

## Galéria

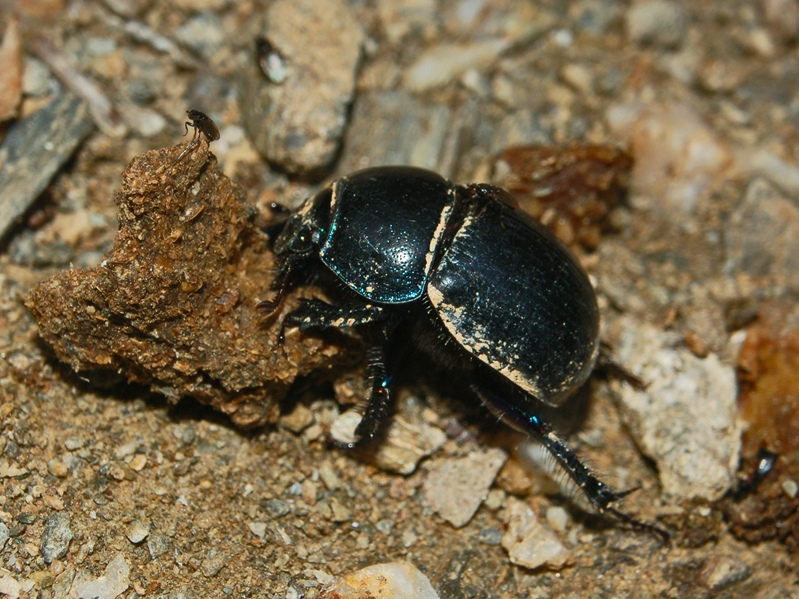
Erdei álganéjtúró ürüléket hajtva
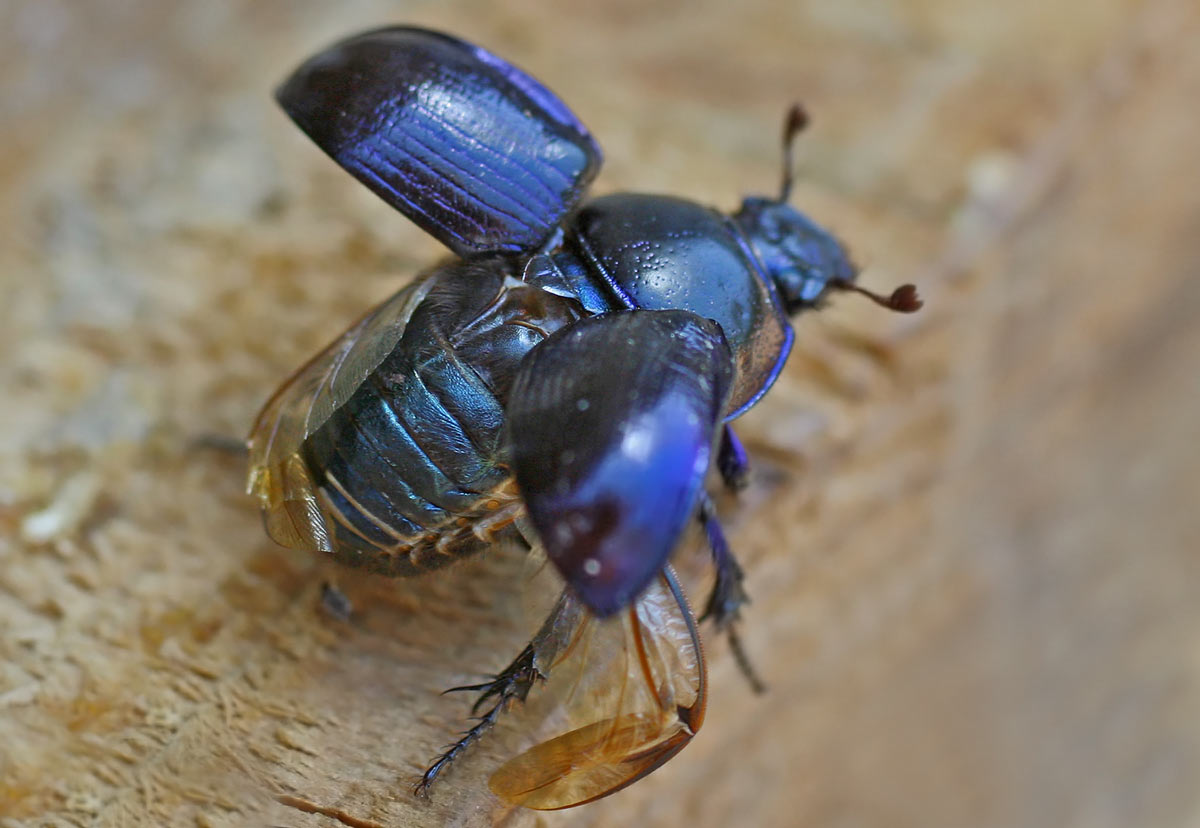
A repülés előtti pillanatban
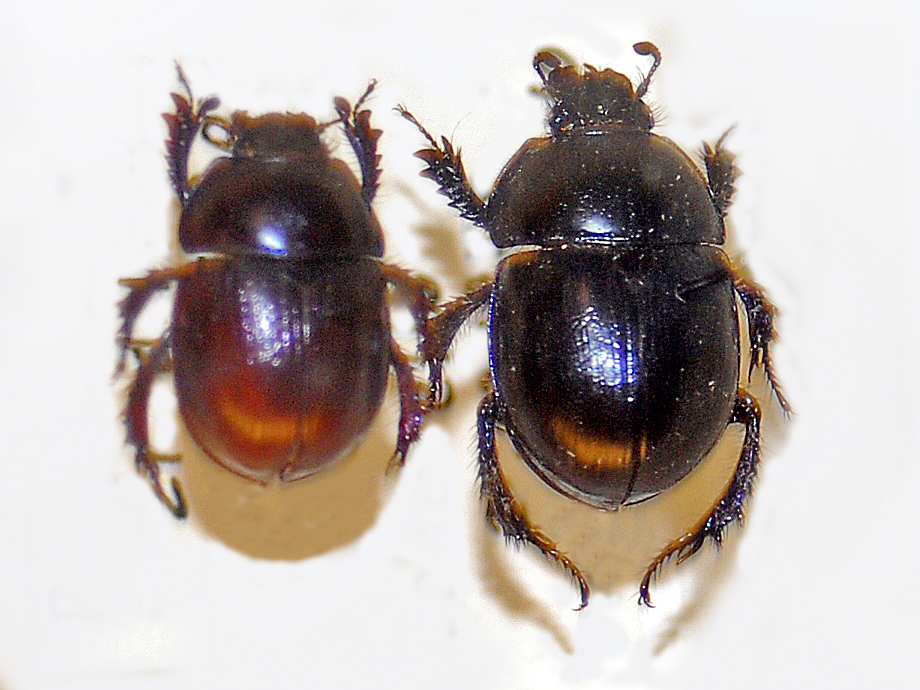
Múzeumi példányok
- Videoklip

## Fordítás
Ez a szócikk részben vagy egészben  az   Anoplotrupes stercorosus című angol Wikipédia-szócikk ezen változatának fordításán alapul.  Az eredeti cikk szerkesztőit annak laptörténete sorolja fel. Ez a jelzés csupán a megfogalmazás eredetét és a szerzői jogokat jelzi, nem szolgál a cikkben szereplő információk forrásmegjelöléseként.